# Partit Laborista Escocès
El Partit Laborista Escocès (en anglès Scottish Labour Party; SLP) és nom amb què el Partit Laborista Britànic opera a Escòcia. Durant molts anys ha estat el principal partit d'Escòcia i ha col·laborat des dels anys seixanta a les victòria dels laboristes a nivell nacional, a cada elecció al Parlament europeu des de 1979 i a dues de les tres eleccions al Parlament escocès. Actualment tenen dos dels 7 escons del Parlament Europeu, 46 de 129 a l'escocès i 39 dels 59 escons escocesos al Parlament britànic.
El Partit Laborista fou creat el 1909 i sempre tingué gran acceptació electoral a Escòcia. Des que començaren les campanyes a favor de la ‘’Devolution'’ hi participà activament i també en la Convenció Nacional Escocesa amb els Liberal Demòcrates Escocesos, el Partit Verd Escocès, sindicats i esglésies, i va fer campanya a favor del Sí al referèndum escocès de 1997. A les eleccions al Parlament escocès de 1999 es presentaren amb Donald Dewar i fou el partit més votat, davant el Partit Nacional Escocès d'Alex Salmond amb 56 escons. Però no assoliren la majoria absoluta i hagueren de pactar amb els Liberals Demòcrates Escocesos per a formar l'Executiu escocès. Així, el 13 de maig de 1999 Dewar fou nomenat primer ministre d'Escòcia al Palau de Holyroodhouse, i va rebre el Gran Segell Escocès.
El maig de 2000 Dewar deixà tres mesos el càrrec per una afecció cardíaca i l'octubre patí una hemorràgia cerebral que li va causar la mort. El seu successor, Henry Mc Leish, hagué de dimitir el 8 de novembre de 2001 per un escàndol de finançament il·legal del partit, El succeí Jack McConnell.
A les eleccions al Parlament escocès de 2007 McConnell fou criticat pel seu poc protagonisme dins el partit, al contrari que el cap del SNP. Després de la derrota electoral, va dimitir. El 17 de setembre de 2007 Wendy Alexander fou nomenada cap del grup al Parlament escocès. Però a finals de novembre es va veure implicada en un escàndol per donacions al partit del magnat Paul Green, que manté residència a Jersey (és il·legal acceptar donatius d'algú que no està inscrit al cens electoral britànic). Tanmateix, el febrer de 2008 en fou exculpada.
Alexander va dimitir el 28 de juny de 2008, pressionada per aquest afer i per la seva posició en la convocatòria d'un referèndum per a la independència d'Escòcia. L'u d'agost fou nomenat nou cap del partit Iain Gray, antic ministre d'empreses escocès. El 13 d'agost celebraren eleccions parcials a Glenrother Fife per la mort del diputat laborista electe, John MacDougall. Els Laboristes hi venceren novament amb Lindsay Roy, que s'enfrontava a Peter Grant (SNP).

## Resultats electorals

### Parlament escocés
| Any  | Circum. | Circum. | Circum. | Regional | Regional | Regional | Total    | +/– | Pos. | Govern   |
| Any  | Vots    | %       | Escons  | Vots     | %        | Escons   | Total    | +/– | Pos. | Govern   |
| ---- | ------- | ------- | ------- | -------- | -------- | -------- | -------- | --- | ---- | -------- |
| 1999 | 908,346 | 38.8    | 53 / 73 | 786,818  | 33.6     | 3 / 56   | 56 / 129 |     | = 1r | Coalició |
| 2003 | 663,585 | 34.6    | 46 / 73 | 561,375  | 29.3     | 4 / 56   | 50 / 129 | 6   | = 1r | Coalició |
| 2007 | 648,374 | 32.1    | 37 / 73 | 595,415  | 29.2     | 9 / 56   | 46 / 129 | 4   | 2n   | Oposició |
| 2011 | 630,461 | 31.7    | 15 / 73 | 523,469  | 26.3     | 22 / 56  | 37 / 129 | 9   | = 2n | Oposició |
| 2016 | 514,261 | 22.6    | 3 / 73  | 435,919  | 19.1     | 21 / 56  | 24 / 129 | 13  | 3r   | Oposició |
| 2021 | 584,392 | 21.6    | 2 / 73  | 485,819  | 17.9     | 20 / 56  | 22 / 129 | 2   | = 3r | Oposició |

### Consells Locals
| Any  | Vots    | %    | Consellers  | +/– |
| ---- | ------- | ---- | ----------- | --- |
| 1995 | 742,557 | 43.6 | 613 / 1.155 | Nou |
| 1999 | 829,921 | 36.6 | 550 / 1.222 | 63  |
| 2003 | 611,843 | 32.6 | 509 / 1.222 | 41  |
| 2007 | 590,085 | 28.1 | 348 / 1.222 | 161 |
| 2012 | 488,703 | 31.4 | 394 / 1.223 | 46  |
| 2017 | 380,957 | 20.2 | 262 / 1.227 | 133 |
| 2022 | 403,243 | 21.7 | 282 / 1.226 | 20  |

### Parlament Europeu
| Any  | Escòcia | Escòcia | +/– |
| Any  | %       | Escons  | +/– |
| ---- | ------- | ------- | --- |
| 1979 | 33.0    | 2 / 8   |     |
| 1984 | 40.7    | 5 / 8   | 3   |
| 1989 | 41.9    | 7 / 8   | 2   |
| 1994 | 42.5    | 6 / 8   | 1   |
| 1999 | 28.7    | 3 / 8   | 3   |
| 2004 | 26.4    | 2 / 7   | 1   |
| 2009 | 20.8    | 2 / 6   | =   |
| 2014 | 25.9    | 2 / 6   | =   |
| 2019 | 9.3     | 0 / 6   | 2   |